# 韩麻营镇
韩麻营镇，是中华人民共和国河北省承德市隆化县下辖的一个乡镇级行政单位。

## 行政区划
韩麻营镇下辖以下地区：
韩麻营村、铁匠营村、海岱沟村、小乌苏沟村、冷水头村、曹司务营村、平房村、马虎营村、汤头沟村、官地村、大乌苏沟村、龙王庙村、东兴村、韩三沟门村、十八里汰村、京堂沟村、北沟村、兴隆岭村、牌岔子村、德吉沟村和荞麦梁村。